# Musée de la Monnaie de Paris
Il Musée de la Monnaie de Paris (museo della zecca di Parigi) è collegato all'istituzione nazionale francese, che fabbrica monete: La Monnaie de Paris. Oltre alle collezioni numismatiche accessibile al pubblico, possiede fondi d'archivio della zecca a partire dal XV secolo. Questi fondi sono costruiti da 13.020 volumi a stampa, 98.400 pubblicazioni, 1.454 volumi manoscritti, 18.227 dossier. Si trova presso l'Hôtel des Monnaies a Parigi, sul quai de Conti. Creato nel 1833 da Jean-Baptiste Henry Collin de Sussy, il museo è stato inaugurato da Luigi Filippo di Francia, l'8 novembre 1833.
Inaugurato nella sua forma attuale nel 1991, è stato disegnato da Katherine Gruel, per la parte antica, da Jean Belaubre per il Medioevo e Bruno Collin per le parti moderna e contemporanea. Tutti e tre hanno firmato molti volumi di catalogo delle collezioni del museo, che ha chiuso le sue porte nel luglio 2010, per lavori.

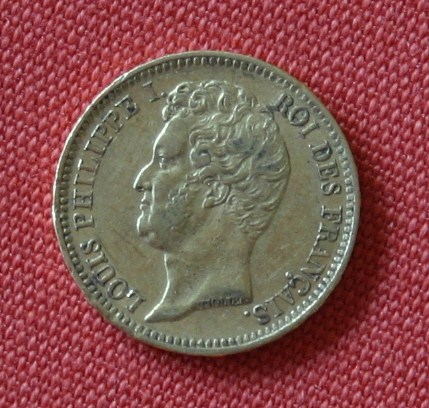
Medaglia di Luigi Filippo

## Storia
Il servizio storico della zecca di Parigi è stato istituito 5 dicembre 1984, da Jean-Marie Darnis, fondatore del servizio e responsabile degli archivi e della biblioteca. La schedatura dei fondi d'archivio e dei testi stampati è stata effettuata da J. M. Darnis e pubblicata dalla la Monnaie de Paris nel 1996 (1° vol.), 1999 (2° vol.) e nel 2005 (3° vol.). A tal fine, si deve anche ricordare, che causa del pensionamento e della non sostituzione dell'incarico, dal 3 giugno 2008, tutti questi fondi sono stati versati a CAEF (Centre des Archives du ministère des Finances) a Savigny-le-Temple, 77176, 9, rue de l'Aluminium.